# Kalâat el-Andalous

Kalâat el-Andalous (en árabe: قلعة الأندلس‎) es una ciudad de Túnez situada a unos treinta kilómetros a norte de la capital Túnez.
El nombre, que significa «ciudad de los andaluces», evoca la instalación en este sitio de moriscos expulsos de España en el siglo XVII.
En la Antigüedad este promontorio se encontraba en la orilla del mar y en él Escipión sentó el campamento conocido por Castra Cornelia durante el asedio de Útica el 203 a. C.
La actividad dominante es la agricultura, beneficiada por la proximidad del único río perenne de Tunisia, el Meyerda.